# Château de Saxon
Le château de Saxon, également appelé tour Savoyarde de Saxon, est un château en ruines situé sur les hauteurs de Saxon, dans le canton du Valais, en Suisse. 
Au Moyen Âge, le château fait partie du comté de Savoie. Il est détruit après la défaite de ce dernier face à l'évêque de Sion lors de la bataille de la Planta, en 1475. Tous les bâtiments du château sont à l'état de ruines à l'exception de sa chapelle et de sa tour.

## Géographie
Le château de Saxon se situe sur un contrefort de la montagne, à 663 mètres d'altitude, au sud-ouest du village de Saxon. Le château est séparé de la montagne par un fossé naturel, et sa position sur un promontoire naturel permet d'observer facilement ses alentours.

## Histoire
La construction du château de Saxon débute en 1279 ou 1280 à la demande de Philippe Ier de Savoie. Il remplace alors un premier château qui appartenait déjà à la famille de Savoie en 1266. La tour est le premier bâtiment à être construit, et les fortifications du château ne sont achevées qu'après 1285. La région de Saxon dépend alors du bailliage de Chablais, rattaché au comté de Savoie.
Au XIVe siècle, le château de Saxon joue un rôle secondaire dans les conflits entre la Savoie et l'évêque de Sion. Sa principale utilisation consiste alors à transmettre des messages entre le château de la Bâtiaz et celui de Saillon au moyen de feux.
Au XVIe siècle, il appartient à la famille de Monthey, famille chablaisienne rattachée à la Savoie. Le château est détruit et laissé en ruines en 1475 après la défaite de la Savoie lors de la bataille de la Planta. La chapelle et la tour du château sont les seuls bâtiments encore debout au XXIe siècle.

## Description
Le château de Saxon était formé d'une tour principale entourée d'une fortification et possédait également une chapelle et peut-être un petit bourg fortifié. L'enceinte est séparée en deux parties, une plus basse que l'autre. Le château était également muni d'une citerne pour récolter l'eau de pluie.
La tour du château, qui servait de donjon, est circulaire et est haute de quatre étages. La terrasse supérieure et son crénelage ont disparu, tout comme le toit du bâtiment, qui était certainement de forme conique.

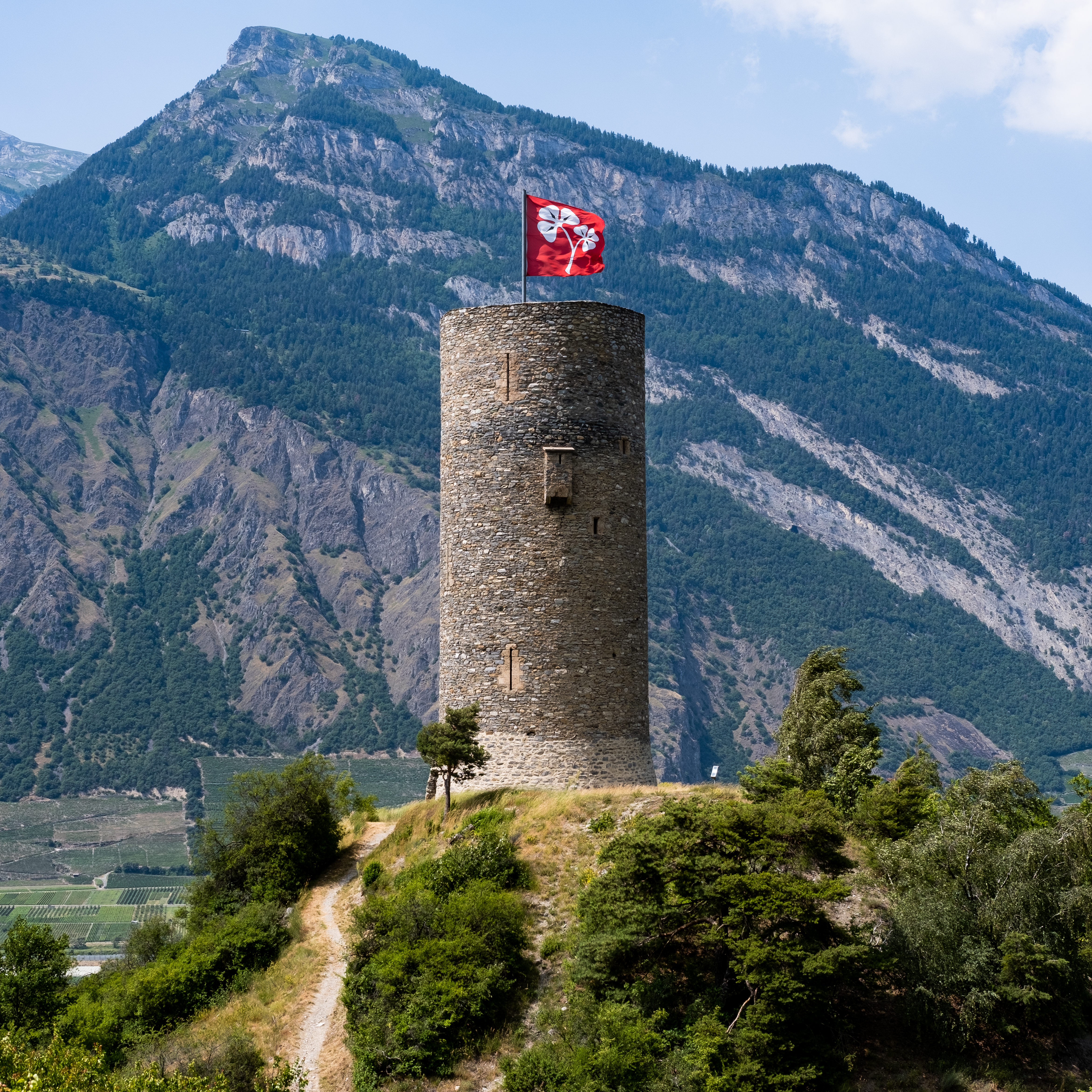
La tour du château.
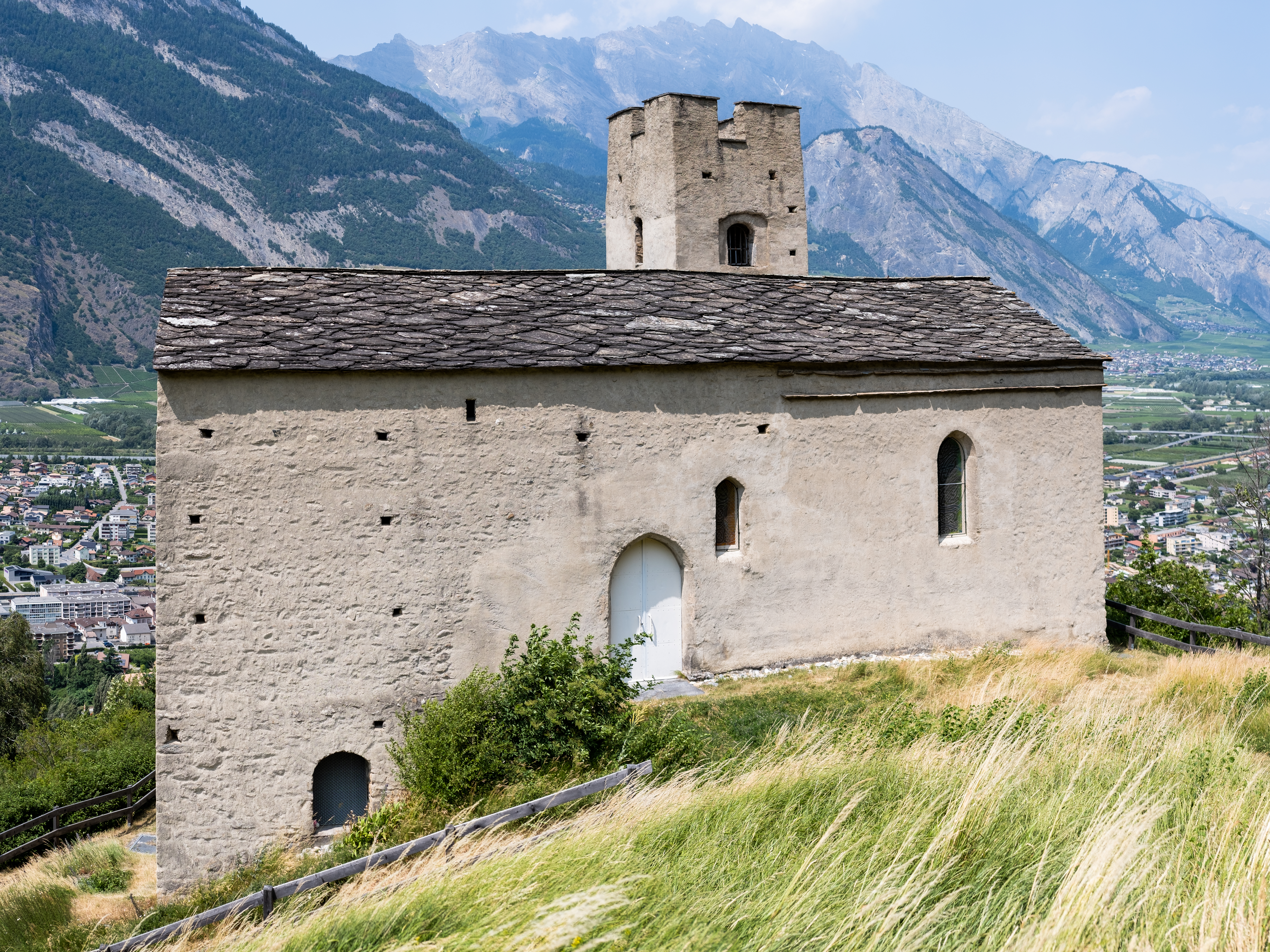
La chapelle du château.

Vue depuis le sommet de la tour.